# Metrernis
Metrernis là một chi bướm đêm thuộc họ Tortricidae.

## Các loài
- Metrernis ochrolina Meyrick, 1906
- Metrernis tencatei Diakonoff, 1957